# Habib Elghanian

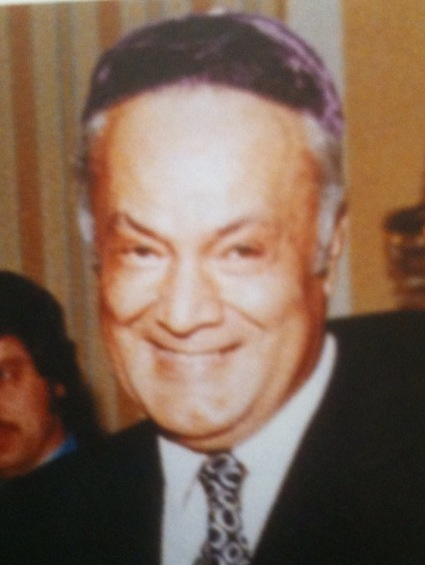
Habib Elghanian, 1976

Habib (Habibollah) Elghanian (persisch حبیب (حبیب‌الله) القانیان, geboren am 5. April 1912 in Teheran; gestorben am 9. Mai 1979 ebenda) war ein prominenter iranischer Geschäftsmann und Philanthrop, der als Präsident der Jüdischen Gesellschaft von Teheran fungierte und in den 1970er Jahren das symbolische Oberhaupt der iranischen jüdischen Gemeinde darstellte.
Kurz nach der Islamischen Revolution wurde er von einem islamischen Revolutionsgericht zum Tode verurteilt. Ihm wurden Korruption, Kontakte zu Israel und dem Zionismus und „Freundschaft mit den Feinden Gottes“ vorgeworfen; das Urteil wurde durch ein Erschießungskommando vollstreckt. Er war der erste Jude und Geschäftsmann, der vom Islamischen Revolutionsrat hingerichtet wurde.

## Leben
Elghanian wurde 1912 in Persien geboren und hatte sechs Brüder: Aghadjan, Davoud, Nourollah, Sion, Ataollah und Nedjatollah.
1959 gründete Elghanian Plasco, eine Kunststofffabrik in Teheran, die später zum größten und technologisch fortschrittlichsten Kunststoffhersteller im Iran wurde. In den 1960er und 1970er Jahren spielte er eine wichtige Rolle bei der Einführung westlicher Technologie im Iran. Als Selfmade-Multimillionär war Elghanian für seine unternehmerischen Leistungen im Iran und in Israel bekannt. Darüber hinaus war er in den 1960er und 1970er Jahren Leiter der Jüdischen Gesellschaft in Teheran.
Elghanian wurde 1975 im Rahmen der Bemühungen von Schah Mohammad Reza Pahlavi verhaftet, die Korruption unter den großen Geschäftsleuten zu beseitigen. Er wurde wegen illegaler Aktivitäten zu einer Geldstrafe verurteilt und anschließend inhaftiert.

Kurz nach der Islamischen Revolution von 1979 wurde Elghanian am 16. März nach seiner Rückkehr in den Iran verhaftet und der Spionage beschuldigt. Die Anklage lautete auf Korruption, Kontakte zu Israel und dem Zionismus sowie „Wirtschaftsimperialismus“. Am 8. Mai wurde er vor Gericht gestellt und wegen einer Reihe von Straftaten verurteilt, darunter Treffen mit israelischen Führern. Nach Angaben seiner Enkelin dauerte der Prozess weniger als zwanzig Minuten. Er wurde zum Tode verurteilt und am nächsten Tag vor Sonnenaufgang hingerichtet. Der gesamte Besitz der Familie Elghanian im Iran wurde vom Staat beschlagnahmt. In einem Bericht des Magazins Time heißt es:

“Elghanian, who was convicted of spying for Israel, was said to have made huge investments in Israel and to have solicited funds for the Israeli army, which the prosecution claimed made him an accomplice ‘in murderous air raids against innocent Palestinians.’”

„Elghanian, der wegen Spionage für Israel verurteilt wurde, soll umfangreiche Investitionen in Israel getätigt und um Gelder für die israelische Armee geworben haben, was ihn laut Staatsanwaltschaft zu einem Komplizen ‚bei mörderischen Luftangriffen gegen unschuldige Palästinenser‘ machte.“

Elghanian erklärte, er sei kein Anhänger des Zionismus, obwohl seine Passage Plasko während der Schah-Ära, als der Iran enge Beziehungen zu Israel unterhielt, von israelischen Ingenieuren gebaut wurde und er Investitionen in Israel getätigt hatte.
Am 9. Mai 1979 wurde Elghanian durch ein Erschießungskommando in Teheran hingerichtet. Er war der erste jüdische Bürger und einer der ersten Zivilisten Irans, die vom neuen islamistischen Regime hingerichtet wurden.

### Konsequenzen
Der Tod Elghanians galt als einer der Gründe für die Abwanderung von 75 % der 80.000 iranischer Juden, die vor der Revolution im Land lebten.
Inmitten des Chaos nach der Revolution weigerte sich die Regierung mit ihren vielen rivalisierenden Fraktionen zunächst, den Leichnam Elghanians seiner Familie zur Bestattung zu übergeben. Auf Intervention des Oberrabbiners Yedidia Shofet und anderer prominenter Mitglieder der Teheraner jüdischen Gemeinde wurde sein Leichnam schließlich freigegeben und zunächst in einem nicht gekennzeichneten Grab auf dem jüdischen Friedhof Beheshtieh in Teheran beigesetzt. Aus Angst vor weiteren Vergeltungsmaßnahmen nahmen nur eine Handvoll Menschen an der Beerdigung Elghanians teil. Später wurde ein bescheidener Grabstein auf sein Grab gesetzt, der keinen Hinweis auf seine Hinrichtung enthielt.
Kurz nach der Hinrichtung von Elghanian verabschiedete der Senat der Vereinigten Staaten eine vom New Yorker Senator Jacob K. Javits verfasste Resolution, in der seine Hinrichtung sowie die anderer Zivilisten als Verletzung der Menschenrechte im Iran verurteilt wurde.
Nach dem Stuxnet-Wurm, der iranische Atomanlagen angriff, spekulierten Sicherheitsforscher, die für Symantec arbeiten, dass eine im Stuxnet-Code gefundene Zahl – 19790509 –, die als Markierung zur Kennzeichnung von Computern diente, die nicht betroffen sein sollten, ein Hinweis auf das Hinrichtungsdatum war. Die Forscher warnten jedoch auch davor, aus dieser möglichen Verbindung Rückschlüsse auf den Ursprung von Stuxnet zu ziehen.